# الجمعية الوطنية الأمريكية للمطالبة بحق المرأة في الاقتراع

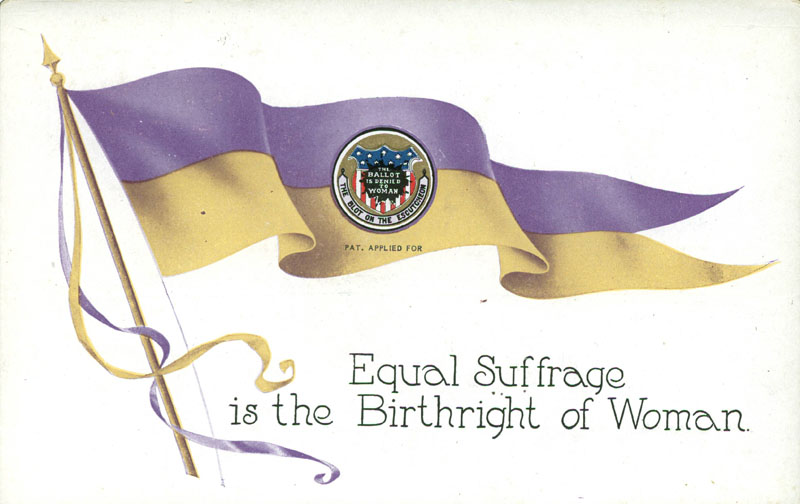
بطاقة بريدية صادرة عن الجمعية الوطنية الأمريكية للمطالبة بحق المرأة في الاقتراع (1910)

الجمعية الوطنية الأمريكية للمطالبة بحق المرأة في الاقتراع (إن إيه دابليو إس إيه) هي منظمة تأسست في 18 فبراير 1890 من أجل الدعوة لصالح حق النساء في التصويت في الولايات المتحدة. أُنشئت هذه الجمعية باندماج منظمتين قائمتين هما الجمعية الوطنية للمطالبة بحق المرأة في الاقتراع (إن دابليو إس إيه) والجمعية الأمريكية المطالبة بحق المرأة في الاقتراع (إيه دابليو إس إيه). ارتفع عدد أعضائها، الذي كان يناهز سبعة آلاف عضو عند تشكيلها، إلى مليوني عضو، وهو ما جعلها أكبر منظمة تطوعية في البلاد. اضطلعت الجمعية بدور محوري في إقرار التعديل التاسع عشر لدستور الولايات المتحدة، الذي كفل في عام 1920 حق النساء في التصويت.
سوزان أنتوني، وهي زعيمة حركة الاقتراع لفترة طويلة، كانت الشخصية المهيمنة في الجمعية الوطنية الأمريكية للمطالبة بحق المرأة في الاقتراع (إن إيه دابليو إس إيه) التي تشكلت حديثًا. نفذت كاري تشابمان كات، التي أصبحت الرئيسة بعد تقاعد أنتوني في عام 1900، إستراتيجية تجنيد العضوات الثريات في حركة النادي النسائي سريعة النمو، اللاتي يمكن أن يساعد وقتهن وماليتهن وخبرتهن في بناء حركة الاقتراع. شهدت فترة رئاسة آنا هوارد شو، التي بدأت في عام 1904، نموًا قويًا في عضوية المنظمة وموافقة الجمهور عليها.
بعد أن رفض مجلس الشيوخ، رفضًا قاطعًا، التعديل المقترح بخصوص حق النساء في التصويت في دستور الولايات المتحدة في عام 1887، ركزت الحركة المعنية بالاقتراع معظم جهودها على حملات الاقتراع الولاياتية. في سنة 1910، انضمت أليس بول إلى الجمعية الوطنية الأمريكية للمطالبة بحق المرأة في الاقتراع (إن إيه دابليو إس إيه) واضطلعت بدور رئيسي في إحياء الاهتمام بالتعديل الدستوري الوطني. بعد استمرار النزاعات مع قيادة الجمعية الوطنية الأمريكية للمطالبة بحق المرأة في الاقتراع (إن إيه دابليو إس إيه) فيما يخص التكتيكات، أنشأت بول منظمة منافسة، هي الحزب الوطني للمرأة.
عندما أصبحت كات رئيسة مرة أخرى في عام 1915، تبنت الجمعية الوطنية الأمريكية للمطالبة بحق المرأة في الاقتراع (إن إيه دابليو إس إيه) خطتها الرامية إلى تحويل المنظمة إلى منظمة مركزية، والعمل على تحقيق التعديل الدستوري فيما يخص حق الاقتراع باعتباره هدفها الأساسي. تم ذلك على الرغم من معارضة أعضاء الجنوب، اللاتي اعتقدن أن التعديل الفيدرالي من شأنه أن يقوض حقوق الولايات. مع اتساع عضويتها وتزايد عدد الناخبات في الولايات التي نالت حق الاقتراع بالفعل، بدأت الجمعية الوطنية الأمريكية للمطالبة بحق المرأة في الاقتراع (إن إيه دابليو إس إيه) تعمل كجماعة ضغط سياسي أكثر منها كجماعة تثقيفية. حظيت الجمعية بتعاطف إضافي فيما يخص قضية حق الاقتراع بسبب التعاون النشط مع المجهود الحربي أثناء الحرب العالمية الأولى. في 14 فبراير 1920، قبل عدة أشهر من الموافقة على التعديل التاسع عشر، حولت الجمعية الوطنية الأمريكية للمطالبة بحق المرأة في الاقتراع (إن إيه دابليو إس إيه) نفسها إلى رابطة الناخبات، التي لا تزال نشطة إلى الآن.

## اندماج المنظمات المنافسة
بُذلت عدة محاولات للتقريب بين الجمعية الوطنية للمطالبة بحق المرأة في الاقتراع (إن دابليو إس إيه) والجمعية الأمريكية المطالبة بحق المرأة في الاقتراع (إيه دابليو إس إيه)، ولكن هذه المحاولات باءت بالفشل. تغيَّر الوضع سنة 1887 عندما بدأت لوسي ستون، التي كانت تقترب من عيد ميلادها السبعين والتي تدهورت صحتها، تبحث عن طرائق للتغلب على الانقسام. في رسالة بعثت بها إلى السيدة أنطوانيت براون بلاكويل، المناصرة لحق المرأة في الاقتراع، اقترحت ستون إنشاء منظمة جامعة يمكن أن يصبح فيها (إن دابليو إس إيه) و (إيه دابليو إس إيه) هيئات مساعدة، ولكن هذه الفكرة لم تحظ بالدعم. في نوفمبر 1887، أصدر الاجتماع السنوي للجمعية الأمريكية المطالبة بحق المرأة في الاقتراع (إيه دابليو إس إيه)، قرارًا يأذن لستون بالتشاور مع سوزان أنتوني بشأن إمكانية حدوث اندماج. ذكر القرار أن الاختلافات بين الجمعيتين «قد زالت إلى حد كبير باعتماد مبادئ وأساليب مشتركة». أرسلت ستون القرار إلى أنتوني مع دعوة لمقابلتها.
في ديسمبر 1887، سافرت أنتوني وريتشل فوستر أفيري، زعيمة شابة في الجمعية الوطنية للمطالبة بحق المرأة في الاقتراع (إن دابليو إس إيه)، إلى بوسطن لمقابلة ستون. اصطحبت ستون في هذا الاجتماع ابنتها أليس ستون بلاكويل، التي كانت أيضًا مسؤولة في الجمعية الأمريكية المطالبة بحق المرأة في الاقتراع (إيه دابليو إس إيه). لم تحضر إليزابيث كادي ستانتون، إذ كانت في إنجلترا آنذاك. بحث الاجتماع عدة جوانب لعملية اندماج محتملة، بما في ذلك اسم المنظمة الجديدة وهيكلها. بعد ذلك بفترة وجيزة، أعادت ستون النظر في الأمر، مخبرة إحدى صديقاتها أنها تتمنى لو أنهن لم يعرضن قط فكرة الاتحاد، ولكن عملية الاندماج استمرت على نحو بطئ.
بعد ذلك بثلاثة أشهر، ظهرت بادرة علنية عن تحسن العلاقات بين المنظمتين في المؤتمر التأسيسي للمجلس الدولي للمرأة، والذي نظمته واستضافته الجمعية الوطنية للمطالبة بحق المرأة في الاقتراع (إن دابليو إس إيه) في واشنطن، وذلك بمناسبة الذكرى السنوية الأربعين لمؤتمر سينيكا فولز. لقي المؤتمر دعاية ايجابية، ودُعيت مندوبات من ثلاث وخمسين منظمة نسائية في تسعة بلدان إلى حفل استقبال في البيت الابيض. دُعيت ممثلات عن الجمعية الأمريكية المطالبة بحق المرأة في الاقتراع (إيه دابليو إس إيه) إلى الجلوس على المنصة أثناء الاجتماعات إلى جانب ممثلات عن الجمعية الوطنية للمطالبة بحق المرأة في الاقتراع (إن دابليو إس إيه)، وهو ما أشار إلى مناخ جديد من التعاون.
لم يثر الاندماج المقترح جدلًا كبيرًا داخل الجمعية الأمريكية المطالبة بحق المرأة في الاقتراع (إيه دابليو إس إيه). لم تشر الدعوة إلى الاجتماع السنوي للجنة في عام 1887، وهو الاجتماع الذي سمح لستون ببحث إمكانية الاندماج، إلى أن هذه القضية سوف تكون مدرجة في جدول الأعمال. عومل هذا الاقتراح بطريقة روتينية خلال الاجتماع وُوفق عليه بالإجماع دون مناقشة.
كان الوضع مختلفًا داخل الجمعية الوطنية للمطالبة بحق المرأة في الاقتراع (إن دابليو إس إيه)، إذ كانت هناك معارضة شديدة من ماتيلدا جوسلين غايج وأولمبيا براون وآخريات. أفادت إيدا هوستيد هاربر، زميلة أنتوني وكاتبة سيرتها الذاتية، بأن اجتماعات الجمعية التي تناولت هذه القضية «كانت الأكثر اضطرابًا في تاريخ الجمعية». في ظل اتهام أنتوني باستخدام تكتيكات خفية لإحباط معارضة الاندماج، شكلت غايج منظمة منافسة في عام 1890 تُسمى الاتحاد الوطني الليبرالي للمرأة، ولكنها لم تسفر عن أتباعًا مهمين.
في يناير 1889، وقَّعت لجنتا الجمعية الوطنية للمطالبة بحق المرأة في الاقتراع (إن دابليو إس إيه) والجمعية الأمريكية المطالبة بحق المرأة في الاقتراع (إيه دابليو إس إيه) اللتين تفاوضتا على شروط الاندماج، على أساس للاتفاق. في فبراير، أصدرت ستون وستانتون وأنتوني وغيرهن من قادة المنظمتين «خطابًا مفتوحًا إلى نساء أمريكا» يعلن فيه عزمهن على العمل معًا. عندما ناقشت أنتوني وستون لأول مرة إمكانية الاندماج في عام 1887، اقترحت ستون أنها وستانتون وأنتوني ينبغي أن يرفضن جميعًا رئاسة المنظمة المتحدة. وافقت أنتوني في البداية على ذلك، ولكن أعضاء آخريات في الجمعية الوطنية للمطالبة بحق المرأة في الاقتراع (إن دابليو إس إيه) اعترضن بشدة. لم يتضمن أساس الاتفاق ذلك الشرط.
كانت الجمعية الأمريكية المطالبة بحق المرأة في الاقتراع (إيه دابليو إس إيه) في البداية أكبر المنظمتين، لكنها قوتها قد تراجعت خلال ثمانينات القرن التاسع عشر. اعتُبرت الجمعية الوطنية للمطالبة بحق المرأة في الاقتراع (إن دابليو إس إيه) الممثل الرئيسي لحركة حق الاقتراع، ويرجع ذلك، على نحو جزئي، إلى قدرة أنتوني على إيجاد طرق مؤثرة لجذب انتباه البلاد إلى مسألة حق التصويت. كشفت أيضًا أنتوني وستانتون عن تاريخهما الحافل في قضية حق النساء التصويت، وهو ما وضعهما في مركز تاريخ الحركة وهمّش دور ستون والجمعية الأمريكية المطالبة بحق المرأة في الاقتراع (إيه دابليو إس إيه). تراجع الظهور العام لستون على نحو كبير، وهو ما يتناقض، على نحو حاد، مع الاهتمام الذي كانت تجتذبه في شبابها كمتحدثة في دوائر المحاضرات الوطنية.
ازداد الاعتراف بأنتوني كشخصية ذات أهمية سياسية. في عام 1890، كان أعضاء بارزون في مجلس النواب ومجلس الشيوخ من بين مئتي شخص حضروا الاحتفال بعيد ميلادها السبعين، وهو مناسبة وطنية جرت في واشنطن قبل ثلاثة أيام من انعقاد المؤتمر الذي وحّد بين المنظمتين المطالبتين بحق الاقتراع. أكدت أنتوني وستانتون بوضوح صداقتهما في هذه المناسبة، وهو ما أحبط معارضات الاندماج اللاتي كن يأملن بأن يقعن في مواجهة بعضهن البعض.